# Indiana Pacers 2018-2019
La stagione 2018-2019 degli Indiana Pacers è stata la 52ª stagione della franchigia e la 43ª nella NBA.

## Draft
| Giro | Scelta | Giocatore     | Ruolo | Nazionalità | Università/Squadra |
| ---- | ------ | ------------- | ----- | ----------- | ------------------ |
| 1    | 23     | Aaron Holiday | PG    | Stati Uniti | UCLA Bruins        |
| 2    | 50     | Alize Johnson | AG    | Stati Uniti | Missouri St. Bears |

## Roster
| \| Pos. \| Num. \| Naz. \| Nome \| Altezza \| Peso \| Data nascita \| Provenienza \| \| ---- \| ---- \| ------------------------------------------- \| ----------------- \| ------- \| ------ \| ------------ \| ------------- \| \| AP \| 44 \| Croazia (bandiera) \| Bogdanović, Bojan \| 203 cm \| 98 kg \| 18–04–1989 \| Croazia \| \| P \| 2 \| Stati Uniti (bandiera) \| Collison, Darren \| 188 cm \| 84 kg \| 23–08–1987 \| UCLA \| \| G \| 12 \| Stati Uniti (bandiera) \| Evans, Tyreke \| 198 cm \| 100 kg \| 19–09–1989 \| Memphis \| \| G \| 3 \| Stati Uniti (bandiera) \| Holiday, Aaron \| 185 cm \| 84 kg \| 30–09-1996 \| UCLA \| \| AG \| 24 \| Stati Uniti (bandiera) \| Johnson, Alize \| 206 cm \| 96 kg \| 22–04–1996 \| Missouri \| \| P \| 6 \| Canada (bandiera) \| Joseph, Cory \| 191 cm \| 81 kg \| 20–08–1991 \| Texas \| \| AG \| 22 \| Israele (bandiera) · Stati Uniti (bandiera) \| Leaf, T.J. \| 204 cm \| 104 kg \| 30–04–1997 \| UCLA \| \| G \| 23 \| Stati Uniti (bandiera) \| Matthews, Wesley \| 196 cm \| 100 kg \| 14–10–1986 \| Marquette \| \| AP \| 20 \| Stati Uniti (bandiera) \| McDermott, Doug \| 203 cm \| 99 kg \| 03–01–1992 \| Creighton \| \| G \| 4 \| Stati Uniti (bandiera) \| Oladipo, Victor \| 193 cm \| 95 kg \| 04–05–1992 \| Indiana \| \| C \| 10 \| Stati Uniti (bandiera) \| O'Quinn, Kyle \| 208 cm \| 113 kg \| 26–03–1990 \| Norfolk State \| \| G \| 32 \| Stati Uniti (bandiera) \| Reed, Davon (TW) \| 198 cm \| 95 kg \| 11–06–1995 \| Miami (FL) \| \| AG \| 11 \| Lituania (bandiera) \| Sabonis, Domantas \| 208 cm \| 114 kg \| 03–05–1996 \| Gonzaga \| \| P \| 5 \| Stati Uniti (bandiera) \| Sumner, Edmond \| 196 cm \| 85 kg \| 31–12–1995 \| Xavier \| \| C \| 33 \| Stati Uniti (bandiera) \| Turner, Myles \| 211 cm \| 116 kg \| 24–03–1996 \| Texas \| \| AP \| 21 \| Stati Uniti (bandiera) \| Young, Thaddeus \| 203 cm \| 104 kg \| 21–06–1988 \| Georgia Tech \| | Allenatore - Nate McMillan Assistente/i - Bill Bayno - Dan Burke - Popeye Jones - David McClure (player development) Legenda - (C) Capitano - (FA) Free agent - (S) Sospeso - (TW) Contratto Two-way - (GL) Assegnato a squadra G League affiliata - Infortunato Roster • Transazioni · Ultima transazione: 10–02–2019 |                                             |                   |         |        |              |               |
| Pos. | Num. | Naz.                                        | Nome              | Altezza | Peso   | Data nascita | Provenienza   |
| AP | 44 | Croazia (bandiera)                          | Bogdanović, Bojan | 203 cm  | 98 kg  | 18–04–1989   | Croazia       |
| P | 2 | Stati Uniti (bandiera)                      | Collison, Darren  | 188 cm  | 84 kg  | 23–08–1987   | UCLA          |
| G | 12 | Stati Uniti (bandiera)                      | Evans, Tyreke     | 198 cm  | 100 kg | 19–09–1989   | Memphis       |
| G | 3 | Stati Uniti (bandiera)                      | Holiday, Aaron    | 185 cm  | 84 kg  | 30–09-1996   | UCLA          |
| AG | 24 | Stati Uniti (bandiera)                      | Johnson, Alize    | 206 cm  | 96 kg  | 22–04–1996   | Missouri      |
| P | 6 | Canada (bandiera)                           | Joseph, Cory      | 191 cm  | 81 kg  | 20–08–1991   | Texas         |
| AG | 22 | Israele (bandiera) · Stati Uniti (bandiera) | Leaf, T.J.        | 204 cm  | 104 kg | 30–04–1997   | UCLA          |
| G | 23 | Stati Uniti (bandiera)                      | Matthews, Wesley  | 196 cm  | 100 kg | 14–10–1986   | Marquette     |
| AP | 20 | Stati Uniti (bandiera)                      | McDermott, Doug   | 203 cm  | 99 kg  | 03–01–1992   | Creighton     |
| G | 4 | Stati Uniti (bandiera)                      | Oladipo, Victor   | 193 cm  | 95 kg  | 04–05–1992   | Indiana       |
| C | 10 | Stati Uniti (bandiera)                      | O'Quinn, Kyle     | 208 cm  | 113 kg | 26–03–1990   | Norfolk State |
| G | 32 | Stati Uniti (bandiera)                      | Reed, Davon (TW)  | 198 cm  | 95 kg  | 11–06–1995   | Miami (FL)    |
| AG | 11 | Lituania (bandiera)                         | Sabonis, Domantas | 208 cm  | 114 kg | 03–05–1996   | Gonzaga       |
| P | 5 | Stati Uniti (bandiera)                      | Sumner, Edmond    | 196 cm  | 85 kg  | 31–12–1995   | Xavier        |
| C | 33 | Stati Uniti (bandiera)                      | Turner, Myles     | 211 cm  | 116 kg | 24–03–1996   | Texas         |
| AP | 21 | Stati Uniti (bandiera)                      | Young, Thaddeus   | 203 cm  | 104 kg | 21–06–1988   | Georgia Tech  |

## Classifiche

### Central Division
| Central Division    | Central Division | Central Division | Central Division | Central Division | Central Division | Central Division | Central Division | Central Division |
| Squadra             | V                | S                | V%               | PR               | Casa             | Trasf            | Div              | PG               |
| ------------------- | ---------------- | ---------------- | ---------------- | ---------------- | ---------------- | ---------------- | ---------------- | ---------------- |
| z – Milwaukee Bucks | 60               | 22               | .732             | 0,0              | 33–8             | 27–14            | 14–2             | 82               |
| x – Indiana Pacers  | 48               | 34               | .585             | 12,0             | 29–12            | 19–22            | 11–5             | 82               |
| x – Detroit Pistons | 41               | 41               | .500             | 19,0             | 26–15            | 15–26            | 8–8              | 82               |
| Chicago Bulls       | 22               | 60               | .268             | 38,0             | 9–32             | 13–28            | 3–13             | 82               |
| Cleveland Cavaliers | 19               | 63               | .232             | 41,0             | 13–28            | 6–35             | 4–12             | 82               |

### Eastern Conference
| Eastern Conference | Eastern Conference     | Eastern Conference | Eastern Conference | Eastern Conference | Eastern Conference | Eastern Conference |
| #                  | Squadra                | V                  | S                  | V%                 | PR                 | PG                 |
| ------------------ | ---------------------- | ------------------ | ------------------ | ------------------ | ------------------ | ------------------ |
| 1                  | z – Milwaukee Bucks    | 60                 | 22                 | .732               | –                  | 82                 |
| 2                  | y – Toronto Raptors    | 58                 | 24                 | .707               | 2,0                | 82                 |
| 3                  | x – Philadelphia 76ers | 51                 | 31                 | .622               | 9,0                | 82                 |
| 4                  | x – Boston Celtics     | 49                 | 33                 | .598               | 11,0               | 82                 |
| 5                  | x – Indiana Pacers     | 48                 | 34                 | .585               | 12,0               | 82                 |
| 6                  | x – Brooklyn Nets      | 42                 | 40                 | .512               | 18,0               | 82                 |
| 7                  | y – Orlando Magic      | 42                 | 40                 | .512               | 18,0               | 82                 |
| 8                  | x – Detroit Pistons    | 41                 | 41                 | .500               | 19,0               | 82                 |
|                    |                        |                    |                    |                    |                    |                    |
| 9                  | Charlotte Hornets      | 39                 | 43                 | .476               | 21,0               | 82                 |
| 10                 | Miami Heat             | 39                 | 43                 | .476               | 21,0               | 82                 |
| 11                 | Wash. Wizards          | 32                 | 50                 | .390               | 28,0               | 82                 |
| 12                 | Atlanta Hawks          | 29                 | 53                 | .354               | 31,0               | 82                 |
| 13                 | Chicago Bulls          | 22                 | 60                 | .268               | 38,0               | 82                 |
| 14                 | Cleveland Cavaliers    | 19                 | 63                 | .232               | 41,0               | 82                 |
| 15                 | N.Y. Knicks            | 17                 | 65                 | .207               | 43,0               | 82                 |

## Calendario e risultati

### Playoffs
| Playoffs 2018                                | Playoffs 2018                                | Playoffs 2018                                | Playoffs 2018                                | Playoffs 2018                                | Playoffs 2018                                | Playoffs 2018                                | Playoffs 2018                                | Playoffs 2018                                |
| Primo turno: 0–4 (Casa: 0–2; Trasferta: 0–2) | Primo turno: 0–4 (Casa: 0–2; Trasferta: 0–2) | Primo turno: 0–4 (Casa: 0–2; Trasferta: 0–2) | Primo turno: 0–4 (Casa: 0–2; Trasferta: 0–2) | Primo turno: 0–4 (Casa: 0–2; Trasferta: 0–2) | Primo turno: 0–4 (Casa: 0–2; Trasferta: 0–2) | Primo turno: 0–4 (Casa: 0–2; Trasferta: 0–2) | Primo turno: 0–4 (Casa: 0–2; Trasferta: 0–2) | Primo turno: 0–4 (Casa: 0–2; Trasferta: 0–2) |
| Partita                                      | Data                                         | Avversario                                   | Punteggio                                    | Più punti                                    | Più rimbalzi                                 | Più assist                                   | Spettatori                                   | Serie                                        |
| -------------------------------------------- | -------------------------------------------- | -------------------------------------------- | -------------------------------------------- | -------------------------------------------- | -------------------------------------------- | -------------------------------------------- | -------------------------------------------- | -------------------------------------------- |
| 1                                            | 14 aprile                                    | @ Boston Celtics                             | S 74–84                                      | Cory Joseph (24)                             | Domantas Sabonis (9)                         | Thaddeus Young (6)                           | TD Garden 18,624                             | 0–1                                          |
| 2                                            | 17 aprile                                    | @ Boston Celtics                             | S 91–99                                      | Bojan Bogdanović (23)                        | Bojan Bogdanović (8)                         | Sabonis, Matthews (5)                        | TD Garden 18,624                             | 0–2                                          |
| 3                                            | 19 aprile                                    | Boston Celtics                               | S 96–104                                     | Tyreke Evans (19)                            | Thaddeus Young (9)                           | Domantas Sabonis (6)                         | Bankers Life Fieldhouse 17.923               | 0–3                                          |
| 4                                            | 21 aprile                                    | Boston Celtics                               | S 106–110                                    | Bojan Bogdanović (23)                        | Thaddeus Young (9)                           | Darren Collison (5)                          | Bankers Life Fieldhouse 17.923               | 0–4                                          |

## Mercato

### Free Agency

#### Acquisti
| Giocatore      | Contratto                            | Provenienza         |
| -------------- | ------------------------------------ | ------------------- |
| Tyreke Evans   | 1 anno - 12,4 milioni $              | Memphis Grizzlies   |
| Doug McDermott | 3 anni - 22 milioni $                | Dallas Mavericks    |
| Kyle O'Quinn   | 1 anno - 4,4 milioni $               | N.Y. Knicks         |
| C.J. Wilcox    | Two-way contract                     | Portland T. Blazers |
| Omari Johnson  | Non garantito 1 anno - 1,3 milioni $ | Memphis Grizzlies   |
| Davon Reed     | Two-way contract                     | Phoenix Suns        |

#### Cessioni
| Giocatore        | Motivo     | Nuova squadra       |
| ---------------- | ---------- | ------------------- |
| Lance Stephenson | Rilasciato | L.A. Lakers         |
| Al Jefferson     | Tagliato   | Xinjiang F. Tigers  |
| Joe Young        | Rilasciato | Nanjing M. Kings    |
| Alex Poythress   | Tagliato   | Atlanta Hawks       |
| C.J. Wilcox      | Tagliato   | Free Agent          |
| Trevor Booker    | Rilasciato | Shanxi B. Dragons   |
| Glenn Robinson   | Rilasciato | Detroit Pistons     |
| Nik Stauskas     | Tagliato   | Cleveland Cavaliers |

### Scambi
| 7 febbraio 2019 | Indiana PacersWade Baldwin Nik Stauskas Draft right per Maarty Leunen (2008 #54) Scelta 2º giro Draft 2021 (da Milwaukee) | Houston RocketsCash considerations |

## Premi individuali
| Assegnato a    | Premio                                       | Data premio             | Ref. |
| -------------- | -------------------------------------------- | ----------------------- | ---- |
| Victor Oladipo | Giocatore della settimana Eastern Conference | 29 ottobre - 4 novembre |      |
| Nate McMillan  | Allenatore del mese Eastern Conference       | dicembre                |      |